# Monoporeia affinis
Monoporeia affinis is een vlokreeftensoort uit de familie van de Pontoporeiidae. De wetenschappelijke naam van de soort is voor het eerst geldig gepubliceerd in 1855 door Lindström.